# Su-ao
Su-ao  léase Su-Áo (chinos tradicionales:蘇澳鎭; pinyin: Sū'ào; Wade-Giles: Su-ao; taiwanés: So·-Ò; hakka: Sû-o-tsṳ́n) es un pueblo situado en el sureste Condado de Yilan, Taiwán. Su-ao está al comienzo de la famosa Carretera Suao-Hualien y la línea "North-Link" de la Administración de Ferrocarril de Taiwán, y también el destino de la Carretera Nacional No.5. Actualmente Su-ao es una entrada importante para el este de Taiwán. Además, hay dos puertos importantes: Puerto de Su-ao, un puerto multifuncional de mar donde existe una base; y Puerto de Nanfang-ao, uno de los mayores puertos pesqueros de Taiwán. 
Se dice que en el siglo XVII Su-ao fue llamado "San Lorenzo" en los mapas españoles y "St Laurens" en los mapas holandeses, por eso parece que el nombre actual "Su-ao" se deriva del San o St en sus nombres occidentales con Ao (澳) que significa 'puerto' en chino.